# Luas
El Luas (AFI:[ˈl̪ˠuəsˠ]; "velocidad" en irlandés) es un sistema público de tranvía o tren ligero de la ciudad de Dublín. Es el primero de este tipo tras el cierre definitivo de las antiguas líneas de tranvía de Dublín en 1959. En 2019, el sistema transportó a 48 millones de pasajeros, un 15% más que en 2018.
La red consta de dos líneas no conectadas entre sí, la línea roja y la línea verde, que unen el centro de la ciudad con el Oeste y el Sur, respectivamente. Ambas líneas comenzaron a operar a mediados de 2004 y han ido alargando su longitud, así como dividiéndose en ramales. En julio del año 2011, el sistema contaba ya con 38.2 km de vías y 54 estaciones.
El Luas es operado por la compañía internacional de servicios de transporte Veolia Transport, bajo la supervisión de la Rail Procurement Agency, la agencia irlandesa responsable de la creación de los sistemas de transporte ferroviario en el país. El proyecto es una de las principales inversiones del plan de transportes de la ciudad gestionado por la DTO (Dublin Transportation Office). Los diferentes proyectos para la expansión futura de la red se encuentran aún en fase de estudio.

## Historia

### Comienzos
La idea de construir un nuevo sistema de tranvías en la ciudad de Dublín fue sugerida por primera vez en el año 1994 por un informe de la Iniciativa del Transporte de Dublín (DTI). El documento hacía referencia a los viejos tranvías, que conectaban los diferentes barrios de la capital irlandesa por medio de 60km de vías. Tras la publicación del informe, la compañía estatal de transportes (CIÉ) se encargó de estudiar las diferentes opciones disponibles, recomendando la construcción del sistema actual en dos fases:
- Fase 1: de Tallaght a Dundrum/Ballaly atravesando el centro de la ciudad.

- Fase 2: de Ballylum al centro de la ciudad y de Dundrum/Ballaly a Sandyford.

La aprobación de la Ley de Transportes de 1996 creó un marco jurídico para la construcción de la red y, en mayo de 1997, la compañía obtuvo permiso para iniciar las obras de la Fase 1, así como el tramo Dundrum/Ballaly – Sandyford perteneciente a la Fase 2.
Una primera investigación dio comienzo en 1997, pero fue suspendida para considerar la posibilidad de construir tramos subterráneos bajo el centro de la ciudad. En mayo de 1998, el gobierno decidió construir finalmente dos líneas, modificando los planes iniciales. La primera de ellas debía extenderse desde Tallaght hasta la Estación de Connolly, mientras que la segunda realizaría el recorrido entre las zonas industriales de Sandyford hasta el aeropuerto via Ballylum y el centro de la ciudad. Esta segunda línea tendría, según el plan inicial, los propuestos tramos subterráneos, principalmente bajo el centro de la urbe. Finalmente, antes de empezar la construcción se rechazó la idea de llevar el tranvía hasta el aeropuerto, que en el futuro estará comunicado por medio de una línea de metro.
La responsabilidad de construir y desarrollar el Luas fue transferida en 2001 a la recién creada RPA, la agencia que todavía se encarga de su supervisión.
La construcción del sistema se inició en marzo de 2001 por los tramos Tallaght – Connolly y Sandyford – St. Stephen's Green. La constructora italiana Ansaldo y la australiana MVM fueron las elegidas para la realización de los trabajos, a la par que Veolia Transport Ireland recibía el encargo de gestionar el Luas.
La línea roja fue financiada por el FEDER, que aportó cerca de 82,5 millones de euros. Además, parte de los costes de ciertos tramos nuevos (como, por ejemplo, el ramal de la línea roja hacia Cherrywood) están siendo asumidos por el fondo pese a los gravámenes al desarrollo en zonas cercanas a la ruta proyectada.

### Inauguración
La fecha prevista para la inauguración era a mediados 2003, pero los retrasos en la construcción provocaron un año de espera, siendo finalizada la obra en febrero de 2004. Entre ese día y el 30 de junio de ese mismo año se desarrollaron el periodo de pruebas y el entrenamiento de los nuevos conductores. A la inauguración le siguió una semana de viajes gratuitos y otras ofertas, de la misma manera que sucedería poco después en septiembre, cuando la línea roja fue inaugurada con 6 días de trayectos sin coste. 
Asimismo, antes del comienzo de las operaciones se realizaron varias campañas de promoción del nuevo transporte público.

### Desde 2004 a hoy en día
En noviembre de 2006 se habían realizado ya más de 50 millones de trayectos. El sistema experimentó un descenso en el número de trayectos en los años 2008 y 2009, pero se recuperó hasta alcanzar la cifra de 29,06 millones de trayectos en 2011. Se estima un flujo de unos 80.000 pasajeros diarios, siendo el día con más trayectos registrados el 21 de diciembre de 2007, con 145.000.
En 2007 comenzó la construcción del primer ramal de la línea roja, de cuatro estaciones, que conectan la moderna zona de North Wall con los aledaños de O'Connell Street. El ramal fue inaugurado en diciembre de 2009.
En junio de 2010 se completó el plan para unir las dos líneas a través del centro de la ciudad. El proyecto está en espera de ser ejecutado.
El Luas es un ejemplo de rentabilidad, recaudando desde sus inicios siempre más de lo que se invierte en él, lo cual le permite funcionar sin subvenciones estatales. A pesar de las previsión de un déficit de hasta 2,5 millones de euros, el sistema llegó a alcanzar un superávit de 5,6 millones de euros en 2006, el cual se ha reducido debido a la Gran Recesión.

## Infraestructura

### Estaciones y líneas
La red cuenta actualmente con dos líneas:
- Línea roja: desde The Point o Connolly hasta Tallaght o Saggart. Cuenta aproximadamente con 20,7 km de longitud en cada una de las rutas. Sin embargo, la cifra aumenta si se suman todos los ramales individualmente.

- Línea verde: de St. Stephen's Green a Bride's Glen via Sandyford. La línea tiene 17,5 km de longitud.

La línea roja atraviesa la zona al norte del río Liffey en dirección este-oeste, el cual cruza para continuar su camino en dirección suroeste hacia los poblados suburbios de Tallaght y Saggart.
La línea verde está enteramente construida en la zona sur de la ciudad, siguiendo, en su mayor parte, la línea ferroviaria de Harcourt Street, que permaneció inactiva desde 1958. Ambas líneas no están conectadas todavía, siendo los puntos más cercanos entre sí la estación terminal de St. Stephen's Green y la parada de Abbey Street, a unos 15 minutos a pie. La línea roja cuenta con 32 estaciones, mientras que la línea verde posee 22 (y 2 que aún no han sido abiertas al público en la ruta actual).

### Características técnicas
Al tratarse de un sistema de tranvía moderno, la red funciona con 750 Vcc.
Asimismo, el ancho de vía utilizado es el internacional (1435 mm), a pesar de que la mayoría de los ferrocarriles del país funcionan con el ancho irlandés, de 1600 mm. Al ser construida a partir de una vieja línea de ferrocarril, el espacio entre vías de la línea verde es más ancho que el de la línea roja, lo que permitiría la circulación del futuro metro en caso de que se requiriera. La RPA, supervisora de la gestión, espera poder "adaptar todas las líneas de Luas al tamaño adecuado para el metro", puesto que los trenes de la línea roja, que atraviesa zonas densamente pobladas, cuentan con el espacio justo para circular.

### Parque móvil
Desde la última adquisición, el sistema dispone de 66 coches repartidos en 3 clases, todos ellos modelos Citadis de la compañía francesa Alstom, capaces de alcanzar los 70 km/h en zonas sin tráfico de turismos:
- Clase 3000: 26 coches destinados a la línea roja. Configuración Citadis 301, modificados para alcanzar el tamaño de la clase 4000.
- Clase 4000: 14 coches destinados a la línea verde, usados actualmente en la línea roja. Configuración Citadis 401 de 40 m de largo.
- Clase 5000: 26 coches destinados a la línea verde, pero con capacidad de operación en ambos recorridos. Configuración Citadis 402 de 42 m de largo.

## Viajar en Luas

### Billetes

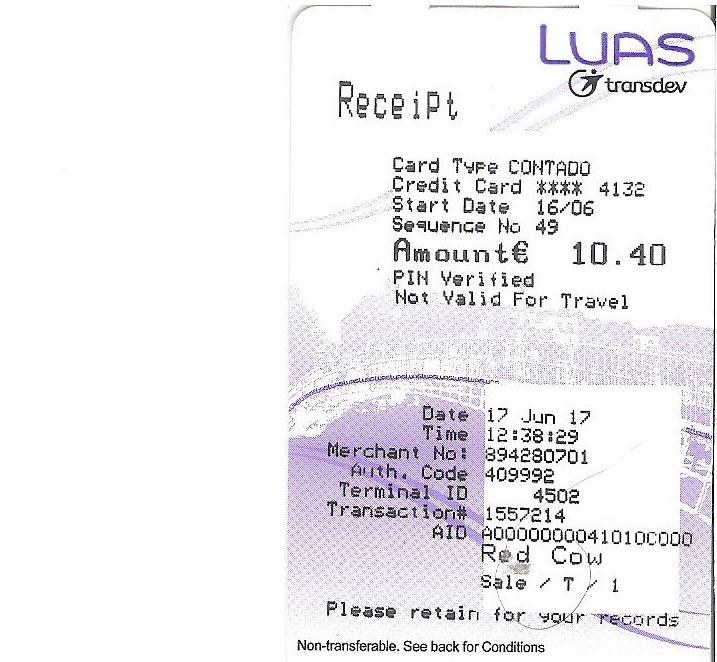
Billete de Luas

Los billetes del Luas son de color púrpura y tienen el tamaño de una tarjeta de crédito. Poseen una banda magnética, la cual, sin embargo, no es utilizada en ningún momento del viaje. El Luas es el único transporte público de la ciudad donde los billetes no son revisados antes de acceder. Las inspecciones aleatorias por parte de revisores son el único método de control, puesto que se confía en el usuario en lo referido al cumplimiento de las normas (“trust-system”).
La venta de billetes sencillos o de "ida y vuelta" se realiza en las máquinas instaladas en cada una de las estaciones. Estas venden, aparte, billetes combinados de bus y Luas, de Luas y DART, o de Luas y ferrocarril, así como títulos válidos para uno, siete o treinta días, para diferentes zonas y tipos de viajero (niños, estudiantes, adultos, ancianos). Todos los billetes deben ser validados inmediatamente después de su adquisición en la estación donde fueron comprados. Ciertos billetes requieren un documento de identificación al ser presentados y se convierten en intransferibles al deberse escribir en el título el número del documento. Todas las máquinas expendedoras admiten tarjetas de crédito. Generalmente, las tiendas situadas cerca de las estaciones disponen también de un servicio de compra de billetes, que suele ser incluso más barato que en la propia estación. 
Ambas líneas están divididas en 5 zonas, siendo compartida la zona central. El precio del billete se calcula en base al número de zonas cruzadas durante el viaje. En los límites de cada zona hay una estación, que se considera siempre de la zona que más beneficie al viajero.
Aunque ambas líneas no estén conectadas, se pueden comprar billetes que permiten el transbordo entre ambas líneas, corriendo el recorrido entre ellas por cuenta del viajero, pues éste debe realizarse a pie, en bus o en taxi.

### Títulos electrónicos
El sistema “Smartcard” fue lanzado en marzo de 2005, permitiendo a los viajeros realizar un prepago de sus viajes por medio de efectivo o tarjeta de crédito/débito. La tarjeta puede tener un saldo de entre 5 y 100 euros y debe ser validada al acceder al tren y al salir de él, cargándose el importe automáticamente.
Esta tarjeta puede ser comprada en los puestos de venta de billetes del Luas (no las máquinas expendedoras) y a través de internet. Tiene un precio de 10 euros, siendo 3€ destinados al coste real de la tarjeta, 3€ como saldo inicial y 4€ como saldo de emergencia en caso de no haber suficiente crédito para realizar el viaje.
En el aspecto de la tarificación, los títulos electrónicos son ventajosos respecto a los títulos sencillos, pero no resultan tan baratos como los títulos por días, excepto que estos no sean amortizados. 
Hasta enero de 2012 existían 3 tipos de títulos electrónicos en la ciudad de Dublín: la anteriormente mencionada "smartcard" para el Luas, la tarjeta de prepago para el sistema de bus y los abonos electrónicos para los trenes de cercanías y el DART, no compatibles con el Luas.
A lo largo de los últimos años, la RPA ha desarrollado un sistema de tarjeta electrónica operativa en los tres sistemas anteriormente mencionados. Con un coste de desarrollo de 30.000€, la "LEAP Card" permite desde enero de 2012 realizar viajes cuyo coste va siendo descontado del saldo de la tarjeta. Actualmente, la LEAP Card no es capaz de almacenar diferentes títulos de viaje, sino que cobra el billete sencillo usual al viajero, por lo que sólo ofrece una ventaja de comodidad, no de tarificación.

### Horario de operaciones y frecuencias
Los tranvías operan de lunes a viernes desde las 05:30 hasta las 00:30 del día siguiente. Los sábados las líneas comienzan a funcionar a diferentes horas (a las 06:15 la línea verde; a las 06:30 la línea roja), pero finalizan su servicio conjuntamente a las 00:30 del domingo. Los domingos y festivos los horarios abarcan desde las 06:45 (línea verde) y las 07:00 (línea rojo) hasta las 23:00.
Desde principios de diciembre al 1 de enero, existe un servicio nocturno especial las noches de los viernes y los sábados (incluidos los días festivos) que se alarga hasta las 03:30.
La frecuencia de los trenes varía ampliamente, desde los 4 minutos en hora punta hasta los 15 minutos en las horas más cercanas al cierre.

## Extensiones proyectadas
- Luas Finglas – Una extensión de 4 km desde Broombridge hasta el Centro Comercial Charlestown, pasando por Finglas, fue anunciada en 2020.[2] En noviembre de 2021, RTÉ reportó que la construcción de la línea no comenzaría hasta 2031, de acuerdo con el borrador del plan estratégico publicado por la Autoridad Nacional de Transporte (NTA).[3]
- Línea B2 – El 6 de junio de 2007 se anunció el recorrido de esta ampliación de 6,8 km de la Línea Verde, desde Brides Glen hasta Fassaroe y Bray (adyacente a la estación de DART), el cual discurrirá muy cerca de la autopista M11. La extensión fue pospuesta en 2009 debido a la crisis financiera en Irlanda de 2008-2013, y a pesar de ser relanzada nuevamente en la década siguiente, el ministro de transporte Eamon Ryan confirmó en octubre de 2020 que las obras no empezarán al menos a corto plazo.[4]